# Boesenbergia albolutea
Boesenbergia albolutea är en enhjärtbladig växtart som först beskrevs av John Gilbert Baker, och fick sitt nu gällande namn av Rudolf Schlechter. Boesenbergia albolutea ingår i släktet Boesenbergia och familjen Zingiberaceae.
Artens utbredningsområde är Andamanerna. Inga underarter finns listade i Catalogue of Life.